# Latino (álbum de Jaime Cuadra)
Latino es un disco del músico peruano Jaime Cuadra. Es un disco fusión de música latina y jazz lanzado en abril de 2010. La producción fue lanzada a la prensa en la ciudad de Nueva York y Lima.
Producido en Europa con las voces invitadas de Emma de Caunes y Didier Casnati, obtuvo en junio de 2010  disco de oro y 2011 el disco de platino por las ventas de su nueva producción y fue el disco más vendido de Perú en ese entonces recibiendo varios premios importantes.

## Lista de canciones
1. El Carretero
2. Medley Cha Cha Cha, El Bodeguero, Corazón de Melón
3. Acercate Más
4. Quien Será
5. La Perdida
6. Usted Abuso
7. Quizás Quizás
8. Nube Gris
9. Sensatez
10. Volare (con Didier Casnatti)
11. Echame a mí la Culpa
12. Un Poco Más
13. Oye Cómo Vá
14. Bésame Mucho